# Played, les infiltrés
Played, les infiltrés (Played) est une série télévisée canadienne en treize épisodes de 42 minutes créée par Greg Nelson et diffusée entre le 3 octobre et le 19 décembre 2013 sur le réseau CTV.
En France, la série est diffusée depuis le 7 mai 2014 sur 13ème rue et au Québec depuis le 5 janvier 2015 sur AddikTV. Néanmoins, elle reste inédite dans les autres pays francophones.

## Distribution
- Vincent Walsh (pl) (VQ : Patrick Chouinard) : John Moreland
- Chandra West (VQ : Camille Cyr-Desmarais) : Rebecca Ellis
- Lisa Marcos (VQ : Pascale Montreuil) : Maria Cortez
- Dwain Murphy (en) (VQ : Martin Watier) : Daniel Price
- Agam Darshi (VQ : Véronique Marchand) : Khali Bhatt
- Adam Butcher (VQ : Nicolas Charbonneaux-Collombet) : Jesse Calvert

 Source et légende : version québécoise (VQ) sur Doublage.qc.ca

## Fiche technique
- Réalisateurs : Adrienne Mitchell, Charles Binamé, Jerry Ciccoritti, Kelly Makin, Rachel Talalay, Lee Rose et Paul Fox
- Directeur de la photographie : Thom Best
- Production designer : Aidan Leroux
- Producteurs exécutifs : Greg Nelson, Michael Prupas, Adrienne Mitchell et Janis Lundman
- Société de production : Muse Entertainment Enterprises et Back Alley Film Productions

## Production
Le 10 janvier 2013, la série a été commandée par CTV. Le 2 mai 2013, la distribution a été dévoilée et le tournage a débuté.
Le 22 mai 2014, la série est annulée.

## Épisodes
1. Drogue (Drugs)
2. Escortes (Girls)
3. Braquages (Money)
4. Avocats (Lawyers)
5. Gangs (Guns)
6. Recouvrements (Fights)
7. Vols de voitures (Cars)
8. Cocktail Mortel (Poison)
9. Policiers (Cops)
10. Secrets (Secrets)
11. Immunité (Untouchables)
12. Tueurs à gages (Hitman)
13. Vengeance (Revenge)